# Леда Тасева
Леда Тасева (родена Виолета Цветкова Тасева) е българска актриса, заслужил артист, носител на орден „Кирил и Методий“ I степен, една от основоположничките на новото българско кино, известна със своята елегантна и изтънчена ексцентричност.

## Биография
Родена е на 22 август 1926 г. във Видин. Завършва актьорско майсторство във ВИТИЗ „Кръстьо Сарафов“ през 1956 година в класа на Боян Дановски.
Работила е в Драматичен театър „Гео Милев“ Стара Загора (1956 – 1957), Сатиричен театър „Алеко Константинов“ (1957 – 1958), Драматичен театър „Адриана Будевска“ Бургас (1958 – 1960), Драматичен театър „Н. О. Масалитинов“ в Пловдив (1960 – 1961), Театър на Народната армия (1961 – 1963), Драматично-куклен театър (Враца) (1964 – 1973), Драматично-куклен театър „Константин Величков“ Пазарджик (1975 – 1977), Драматичен театър „София“ (1977).
От 1960 г. многократно се снима в телевизията. Участвала е в много постановки на телевизионния театър. Член е на СБФД (1983).
Участва в джазова формация „Бели, зелени и червени“ (1978).
Нейни съпрузи са били режисьорът Стефан Сърчаджиев и актьорът и режисьор Иван Андонов. С Иван Андонов имат дъщеря.
Само 10 дни преди да почине от рак е все още на сцената. Умира на 4 юли 1989 г. в София.

## Награди и отличия
- Заслужил артист (1987).
- Орден „Кирил и Методий“ – I степен (1986).
- Наградата „за най-добра женска роля“ на СБФД за ролята на Венера от филма „Прозорецът“ (1980).
- Наградата „за най-добра женска роля“ на САБ за ролята на Аномалия от пиесата „Човекоядката“ (1980).

## Театрални роли
- „Напразни усилия на любовта“ (1963) (Уилям Шекспир)

## Звукороли и участия в звукозаписи
- Повестта "Мамино детенце" от Л. Каравелов - играе Неновица (1980 г., Учтехпром)

## Телевизионен театър
- „Обратно към небето“ (1989) (от Цветана Нинова по мотиви от романа „Южна поща“ на Антоан дьо Сент Екзюпери, реж. Павел Павлов) – хотелиерката
- „Чудото на свети Антоний“ (1987) (Морис Метерлинк) – г-ца Ортанс
- „Гарвани“ (1987) (Анри Бек)
- „Затворникът от Второ авеню“ (1986) (Нийл Саймън)
- „Самодива“ (1986) (П. Ю. Тодоров)
- „Розата и венецът“ (1986) (Джон Пристли)
- „Смъртта на търговския пътник“ (1984) (от Артър Милър, реж. Магда Каменова) – Линда
- „Вратите хлопат“ (1983) (Мишел Фермо)
- „Разплата“ (1982) (Алфред дьо Вини), реж. Павел Павлов
- „Дон Жуан или Любовта към геометрията“ (1982) (Макс Фриш)
- „Женски игри“ (1980) (Кшищоф Зануси и Едвар Жебровски)
- „Юни, началото на лятото“ (1980) (Юлиус Ядлис)
- „Роял „Безендорфер““ (1980)
- „Игра с диаманти“ (1979) (Е Мане) 2 части – Елиан
- „Събитие на шосето Лондон-Калкута“ (1979) (Дончо Цончев)
- „Коктейл“ (1978) (Алдо Николай)
- „Незавършена симфония“ (1978) (Божидар Божилов)
- „Моите непознати“ (1978) (Михаил Величков)
- „Страстната неделя“ (1978) (от Павел Павлов, реж. Павел Павлов) - сестрата на владиката
- „Харолд и Мод“ (1977) (по пиесата на Колин Хигинс, реж. Хачо Бояджиев) – Мод
- „Училище за сплетни“ (1974) (Ричард Шеридан) - мисиз Кендър
- „Тойфеловата кула“ (1974) Богомил Герасимов, реж. Нина Минкова
- „Изповедта на един клоун“ (1973) (Хайнрих Бьол)
- „Вампир“ (1970) (Антон Страшимиров)
- „Полунощ след 5 минути“ (1966) (Ян Солович) - жената от информацията
- „Смуглата лейди от сонетите“ (1964) Бърнард Шоу, реж. Павел Павлов
- „Напразни усилия на любовта“ (1963) Уилям Шекспир, реж. Павел Павлов
- „Вечери в Антимовския хан“ (1962) Йордан Йовков, реж. Павел Павлов

## Филмография
| Година      | Филми и Сериали                                          | Серии  | Копродукции                     | Роля                                     |
| ----------- | -------------------------------------------------------- | ------ | ------------------------------- | ---------------------------------------- |
| 1991        | Бай Ганьо                                                | 4      |                                 | майката на Иречек (в 1 серия: III)       |
| ?           | Театрална вечер                                          |        |                                 |                                          |
| 1991        | Бай Ганьо тръгва из Европа                               |        |                                 | майката на Иречек                        |
| 1989        | Мъже без мустаци                                         | 6      |                                 |                                          |
| 1988        | Неизчезващите                                            | 5      |                                 | старата актриса                          |
| 1987        | Нестинарка (тв)                                          |        |                                 | майката на Найден                        |
| 1987        | Някой пред вратата                                       |        |                                 | Кина                                     |
| 1986        | Да обичаш на инат                                        |        |                                 | Стефчето, контрольорката в „Булгарплод“  |
| 1984        | Откога те чакам                                          |        |                                 | бившата машинопистка Тини Логофетова     |
| 1984        | Черните лебеди                                           |        |                                 | педагожката                              |
| 1983        | Черно-бяло (тв)                                          |        |                                 | Сийка                                    |
| 1983        | Арис (тв)                                                |        |                                 | Генова, майката на Емилия                |
| 1983        | Орисия                                                   |        |                                 | бабата                                   |
| 1982        | Милионите на Привалов – („Die priwalov'schen Millionen“) | 6      | ФРГ / Западен Берлин / България | Хиония Алексеевна                        |
| 1981        | Язовецът                                                 |        |                                 | приятелката                              |
| 1980        | Прозорецът                                               |        |                                 | Венера                                   |
| 1979        | Мигове в кибритена кутийка                               |        |                                 | баба Милка                               |
| 1979        | Момчето с окарината                                      | 3      |                                 | учителка                                 |
| 1978        | Моите непознати                                          | 2      |                                 | майката на Борис                         |
| 1977        | Нечиста сила                                             | 3      |                                 | Илчовица                                 |
| 1977        | Звезди в косите, сълзи в очите                           |        |                                 | Мира Бекярова                            |
| 1976        | Реквием за една мръсница                                 | 2      |                                 | Ангелова (в „Синята безпределност“)      |
| 1976        | Светъл пример (тв)                                       |        |                                 | учителката Гърбалова                     |
| 1976        | Самодивско хоро                                          |        |                                 | Юлия                                     |
| 1976        | Да изядеш ябълката                                       |        |                                 | гардеробиерката в бара на хотел „Хемус“  |
| 1974        | Трудна любов                                             |        |                                 | лавкаджийката                            |
| 1974        | Спомен                                                   |        |                                 | учителката                               |
| 1974        | Къщи без огради                                          |        |                                 | леля Атанаска, майката на Киро           |
| 1973        | Последната дума                                          |        |                                 | Вера Стоянова                            |
| 1973        | Сиромашко лято                                           |        |                                 | съседката Радка                          |
| 1973        | Като песен                                               |        |                                 | майката на Маргарита и Сашко бивш учител |
| 1970        | Весела антология                                         | 2 нов. |                                 | Стоилка в 2-ра: Задушница                |
| 1970        | Задушница                                                |        |                                 | Стоилка                                  |
| 1969        | Птици и хрътки                                           |        |                                 | учителката по история                    |
| 1965        | Понеделник сутрин                                        |        |                                 | сервитьорката                            |
| 1965 – 1974 | Произшествие на сляпата улица                            | 6      |                                 | (в 4-та серия: „Ф-103“)                  |
| 1965        | Дрямка                                                   |        |                                 |                                          |
| 1964        | Между релсите                                            |        |                                 | вехтошарката Йота                        |
| 1962        | Анкета                                                   |        |                                 | инженер Захариева                        |
| 1960        | Бъди щастлива Ани                                        |        |                                 | Соня, сестрата на Ани                    |